# Nur Fettahoğlu
Nur Fettahoğlu (n. 12 noiembrie 1980, Duisburg, Germania) este o actriță turco-germană cunoscută pentru roluri în seriale precum Iubire ascunsă, Suleyman Magnificul și Surorile.

## Biografie
Nur Fettahoğlu s-a născut pe 12 noiembrie 1980 în Duisburg, Germania, fiind unul din cei cinci copii ai Fatmei și ai lui Sinan Fettahoğlu. Familia sa este originară din Rize, Turcia. După absolvirea Liceului Beșiktaș din Istanbul, a urmat cursurile Universității Haliç, specializarea Design vestimentar. A lucrat o perioadă de timp ca prezentatoare de știri la Sky Türk.
Nur Fettahoğlu a fost căsătorită de două ori, între 2008 și 2011 cu Murat Aysan și între 2013 și 2015 cu Levent Veziroğlu. Împreună cu Veziroğlu are o fată, născută în 2016.

## Filmografie
| An        | Titlu original           | Titlu în română     | Rol                | Note      |
| --------- | ------------------------ | ------------------- | ------------------ | --------- |
| 2007      | Benden Baba Olmaz        |                     | Tülay Cenk         | Serial    |
| 2007      | Gönül Salıncağı          |                     | Aylin Arısoy       | Serial    |
| 2008–2010 | Așk-ı Memnu              | Iubire ascunsă      | Peyker Yüreoğlu    | Serial    |
| 2010      | Gișe Memuru              |                     | Kadın              | Film      |
| 2011      | Kurtlar Vadisi: Filistin |                     | Simone Levi        | Film      |
| 2011–2014 | Muhteșem Yüzyıl          | Suleyman Magnificul | Sultana Mahidevran | Serial    |
| 2014      | Hayat Yolunda            |                     | Șafak Günay        | Serial    |
| 2015–2016 | Filinta                  |                     | Süreyya            | Serial    |
| 2017–2018 | Fi                       |                     | Billur             | Serial    |
| 2017–2018 | Payitaht: Abdülhamid     |                     | Abhaz Prensesi     | Serial    |
| 2018      | Deliler                  |                     | Alaca              | Film      |
| 2018–2019 | Bozkır                   |                     | Dilara Eroğlu      | Miniserie |
| 2019      | Kardeș Çocukları         | Surorile            | Umay Karay         | Serial    |

## Premii și nominalizări
| An   | Premiu                                      | Categorie                                             | Titlu                | Rezultat |
| ---- | ------------------------------------------- | ----------------------------------------------------- | -------------------- | -------- |
| 2011 | Premiile Ayaklı Gazete                      | Cea mai bună actriță secundară într-o serie dramatică | Muhteșem Yüzyıl      | Câștigat |
| 2012 | Premiile Ayaklı Gazete                      | Cea mai bună actriță secundară într-o serie dramatică | Muhteșem Yüzyıl      | Câștigat |
| 2013 | Premiile TUROB                              | Premiul de recunoaștere                               | Muhteșem Yüzyıl      | Câștigat |
| 2013 | Premiile Ayaklı Gazete                      | Cea mai bună actriță secundară într-o serie dramatică | Muhteșem Yüzyıl      | Câștigat |
| 2017 | Festivalul Internațional de Film din Beirut | Cea mai bună actriță internațională                   | Payitaht: Abdülhamid | Câștigat |